# Villa Sturm

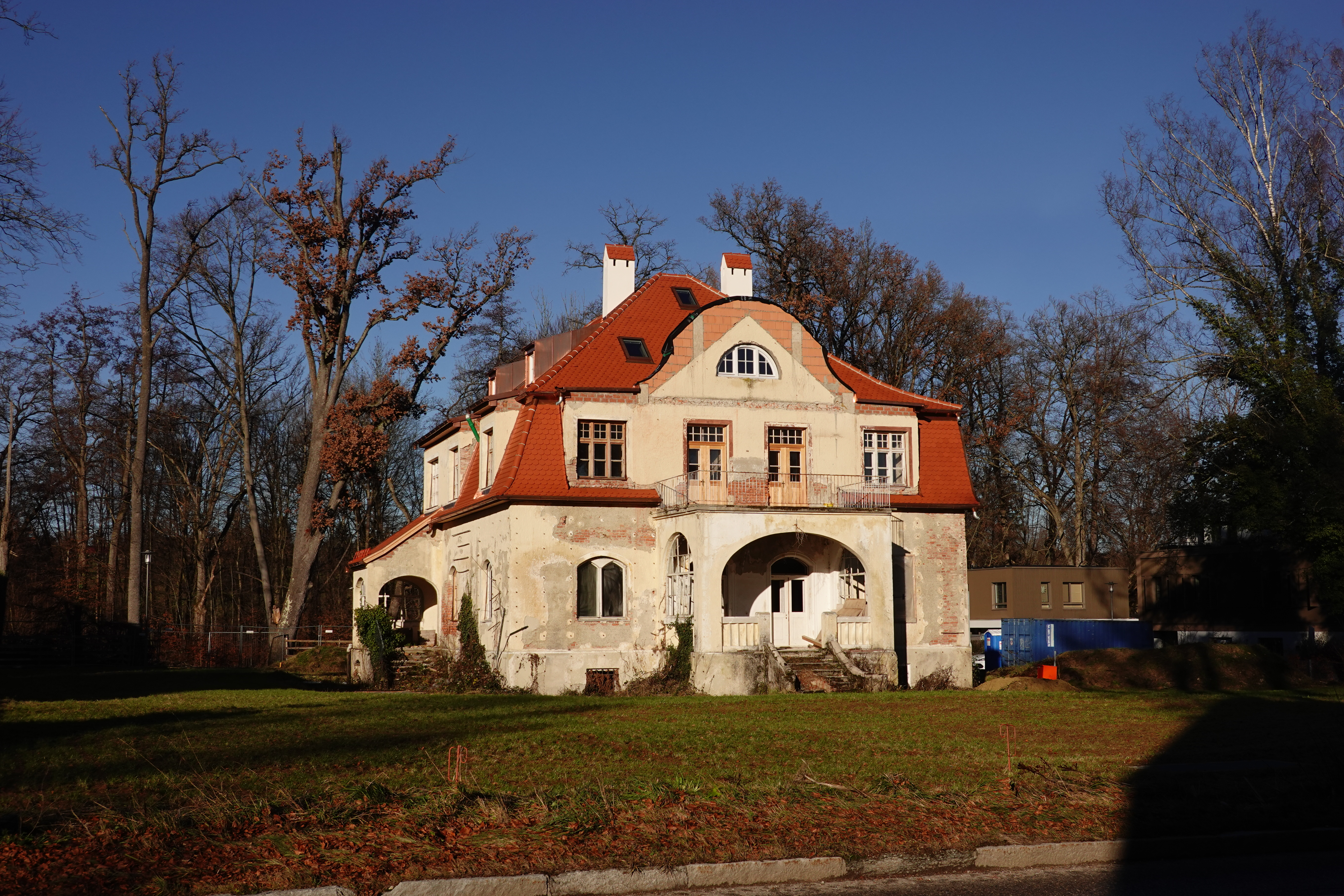
Villa Sturm (2023)

Die Villa Sturm liegt im Gemeindeteil Lochschwab der Gemeinde Herrsching am Ammersee. Sie ist ein Baudenkmal und wurde 1908 erbaut.

## Geschichte
Die Villa wurde 1907/8 vom Architekten August Pittino für den Kommerzienrat Adolf Sturm erbaut. In den 1920er Jahren wurde das Gebäude umgestaltet.
Bereits im Jahr 1995 wurden Gutachten erstellt, die die Kosten für eine Sanierung höher einschätzten als für einen Neubau. Dabei plante ein Investor ein Seniorenstift zu errichten. Im Zuge des Erhalts des Gebäudes wurde es in die Denkmalliste aufgenommen (D-1-88-124-39). Im Jahr 2011 wurde das Grundstück erneut verkauft, doch der Eigentümer kam nicht zur Sanierung. Währenddessen wurde das Wohnprojekt Lagom außen herum erbaut.
Im Jahr 2019 wurde das Grundstück verkauft, und der neue Eigentümer plant eine Sanierung und anschließende Vermietung. Auf dem Grundstück soll außerdem noch ein weiteres Mietshaus entstehen.

## Architektur
Das Gebäude ist eingeschossig mit einem Mansard-Walmdach im Reformstil. An der Vorderseite befinden sich eine Loggia und Freitreppe in Richtung Süden zum Ammersee.